# ねじれ現象
ねじれ現象（ねじれげんしょう）とは、特定の事物と事物との関係が本来あるべき状態ではなく矛盾や相対を含む状態に陥ることを指す言葉である。一般的には政治的に相反する結果が生じた際に、この用語が多く使用される。

## 政治的ねじれ現象
政治的ねじれ現象とは、一般に選挙によって現出した民意が、相反した結果を示す現象を指す。
例えば、首長の所属政党と議会の多数派政党とが異なる状況は、典型的な政治的ねじれ現象である。大統領制と議院内閣制を並立している国において、直接選挙によって選出された大統領と議会によって選出された首相の所属政党が異なる現象であるコアビタシオンも政治的ねじれ現象である。一般に上述のような首長・議会間におけるねじれ現象が発生した場合、政局運営が困難となり、首長が辞任･解任に追い込まれたり、議会解散に至るケースが多く見られる。
両院制を採用している国・地域において、両院の多数派政党が異なる場合も政治的ねじれ現象とされる。1989年や1998年、2007年の日本において衆議院の与党が参議院で過半数以上の議席を持っていなかったことなどはその一例である。両院の選挙方式が違う場合、異なる選挙結果になりうることが、こうしたねじれ現象の一因である。いわゆる政界再編によって、政党の集合離散が生じたときも両院間のねじれ現象が発生しやすい。
有権者による政党への支持行動に対する期待と実態にずれが生じる現象が、ねじれ現象と称されることもある。例えば、高福祉を謳う政党と経済振興を謳う政党があった場合、福祉の対象と目論まれている低所得者層が景気回復を期待して後者を支持し、逆に景気が生活にさほど影響しない高所得者層が理想主義的見地から前者を支持するケースなどである。
また、中央政府において連立政権を結成している政党が、地方政府の首長・議会選挙で対立する現象や、政党の中央本部が支持する候補者と地方支部が支持する候補者が異なる現象もねじれ現象と呼ばれている。この原因としては、中央と地方とでは抱える政治課題が異なることなどが挙げられるが、政党の地方支部が中央本部に対して政治的または個人的な反感を抱いていることが原因となる場合もある。

### 中央政府における例

#### フランス
ミッテラン政権後期（1980年代後半）において、革新系の大統領（ミッテラン）と保守系の首相（シラク）が共存するコアビタシオン（保革共存政権）が発生した。コアビタシオンは1990年代においても2度発生している。このコアビタシオンは、政治的ねじれ現象の典型例として言及されることが多い。

#### チリ
アジェンデ政権下で、左派であるアジェンデ大統領に対し、議会はアメリカの支援を受けた右派・中道政党が多数派を占めた。この議会は、アジェンデ大統領の提出した歳入案を否決し、歳出案を可決するなど、アジェンデの政権運営を阻害しようとした。

#### アメリカ合衆国
アメリカ合衆国では大統領と議会の多数派が異なることは分割政府（ぶんかつせいふ、英:divided government）と呼ばれる。アメリカ合衆国の政治制度の特質は、この分割政府の常態化を前提として政治運営や立法活動が複雑な駆け引きの下に行われ、盛んな利益集団の活動を背景として大統領や連邦議会議員が利害調整を行っていくという点にある。
1994年の中間選挙において、共和党下院議員候補はアメリカでは空前絶後となる党の統一公約アメリカとの契約(w:Contract with America)を掲げて勝利したため、議会の党派性が高まり予算が可決されないという事態に陥った。この際、世論は共和党議会に対して批判的であり、以降はこのような党派的統一行動は見られない。
なお、1980年代の共和党ロナルド・レーガン政権下においてレーガノミクスが財政赤字を促進したとされるが、レーガン政権は減税と歳出削減をセットで提示したものの民主党が多数を占める議会が福祉削減に強く反対し、結局選挙民に受け入れられやすい減税と福祉維持がセットとなって可決されてしまい財政赤字を肥大化させたという経緯がある。

### 地方政府における例
地方政府においては、首長の所属政党（もしくは政治的位置）と議会の多数派政党が異なる例が、まま見られる。

## 資本的ねじれ現象
資本的ねじれ現象とは、巨大な時価総額を持つ会社Aを子会社とする親会社Bが会社Aより時価総額の少ない状況を指す。
一例として、
- 2005年8月31日までのフジテレビ（現在のフジ・メディア・ホールディングス）の親会社がニッポン放送[注 1]
- 2005年8月31日までのセブン-イレブンの親会社がイトーヨーカドー[注 2]
- オリエンタルランドの親会社が京成電鉄[2]

などがある。